# Yamaha YZF-R7
La Yamaha YZF-R7 è una motocicletta prodotta dalla casa motociclistica giapponese Yamaha.

## Profilo e contesto
Costruita in soli 500 esemplari con lo scopo di ottenere l'omologazione alle gare del Campionato mondiale Superbike, venne impiegata nelle competizioni fino al 2002.
La versione in vendita al pubblico aveva delle caratteristiche leggermente meno sportive di quella destinata al mondiale Superbike, con delle prestazioni non esaltanti pari a una moto di cubatura inferiore.
Venne portata al debutto dal pilota giapponese Noriyuki Haga con l'italiano Vittoriano Guareschi come compagno di squadra, ma l'anno iniziale fu avaro di successi per questo modello. Meglio andò l'anno successivo dove il pilota giapponese si classificò al secondo posto finale.
Era dotata di un motore a quattro tempi e quattro cilindri con cilindrata limitata a 750 cm³ per osservare il regolamento della categoria che, in quegli anni, prevedeva appunto tale limite per i motori plurifrazionati, in rapporto ai 900 cm³ consentiti ai modelli tricilindrici e ai 1.000 cm³ consentiti per i modelli bicilindrici. Era dotata di 20 valvole, 5 per cilindro ed erogava una potenza di 106 CV a 11.000 g/min con peso di 176 kg.